# USS Franklin (CV-13)
A USS Franklin (becenevén Big Ben) az Egyesült Államok Haditengerészetének egyik Essex osztályú repülőgép-hordozója volt. Ez volt az ötödik hajó, amely a Benjamin Franklinről kapott USS Franklin nevet viselte. A hajó az Amerikai Egyesült Államok tizenharmadik repülőgép-hordozója volt a második világháborúban. Egyes vélemények szerint ez a repülőgép-hordozó az amerikai polgárháború egyik csatájáról, a franklini csatáról kapta, de a washingtoni Tengerészeti Történelmi Központ (Naval Historical Center) ezt cáfolja. A CV-13 jelzésű hajó volt a második világháborúban legsúlyosabban megrongálódott repülőgép-hordozó, amely túlélte a háborút. A hajót ért támadást eleveníti fel a Gary Cooper főszereplésével készült A különítmény (1949) című film.

## Vízre bocsátása, hadrendbe állítása és első útja
A Franklin építését 1942. december 7-én kezdték a Newport News-i Newport News Shipbuilding hajógyárban. Vízrebocsátására 1943. október 14-én került sor Mildred H. McAfee alparancsnok jelenlétében. A hajót 1944. január 31-én állították hadrendbe James M. Shoemaker kapitány parancsnoksága alatt. A hajó első legénységének tagjai közt olyan besorozott zenészek voltak, mint Saxie Dowell vagy Deane Kincaide, akik egy sorsolás során kerültek a Franklin legénységéhez.
A USS Franklin első útja Trinidad szigetéhez vezetett, majd nem sokkal később a San Diegó-i 27.7-es hajócsoporthoz (Task Group) került, és legénysége intenzív kiképzésben részesült, mely a hadszolgálat előfeltétele volt. Júniusban a hajó Pearl Harboron keresztül Eniwetokba hajózott, ahol csatlakozott az 58.2-es hajócsoporthoz.

## Hadműveletek a Bonin- és Mariana-szigeteken
1944 júniusának utolsó napján a Franklint a Bonin-szigetekhez küldték, hogy támogassa a későbbi Mariana-szigeteki támadást. Repülőgépei jó teljesítményt nyújtottak a földön és a levegőben lévő ellenséges repülőgépek, valamint a lövegek, repülőterek és teherhajók ellen. Július 4-én megkezdődtek a támadások Ivo Dzsima, Csicsi Dzsima és Haha Dzsima ellen, ahol a Franklin repülőgépei elsüllyesztettek egy, a kikötőben tartózkodó teherhajót, valamint három kisebb hajót lángba borítottak.
Július 6-án Guam és Rota szigete ellen indult támadás, hogy megkönnyítsék a később partraszálló csapatok dolgát. A támadás egészen július 21-éig tartott, amikor a hajó közvetlen támogatást nyújtott a partraszálló erők első hullámainak. Az ezt követő két napban a hajó veszteségeit kipótolták Saipanban, majd engedélyt kapott, hogy csatlakozzon az 58-as hajócsoporthoz, és felderítést végezzen, majd légitámadást intézzen a Palaut is magában foglaló szigetcsoport ellen. A repülőgép-hordozó gépei július 25-én és 26-án támadták a szigeteket, súlyos veszteségeket okozva az ellenséges repülőgépeknek, földi létesítményeknek és hajóknak. Július 28-án a Franklin Saipanba indult, majd másnap csatlakozott az 58.1-es hajócsoporthoz.
Annak ellenére, hogy a támadás után a nyílt tengeren nem tudott magához venni újabb bombákat és rakétákat, a Franklin a Bonin-szigetekhez hajózott, hogy újabb támadást indítson. Augusztus 4-én a hajó vadászrepülőgépei megtámadták Csicsi Dzsima szigetét, zuhanóbombázói és torpedóbombázói pedig az Ototo Dzsimától északra haladó konvojokat és a szigeten található rádióállomásokat, repülőtereket, hidroplán támaszpontokat, valamint a közelben tartózkodó hajókat.
Ezt követően a Franklin Eniwetokba hajózott, ahol augusztus 9. és augusztus 28. között felújítási és javítási munkálatokat végeztek rajta, majd a USS Enterprise, a USS Belleau Wood és a USS San Jacinto repülőgép-hordozókkal együtt elindult a Bonin-szigetek felé, hogy támadást intézzenek a szigetcsoport ellen. Augusztus 31. és szeptember 2. közt a Franklin repülőgépeinek gyakori támadása óriási károkat okozott az ellenfél szárazföldi egységeinek, valamint elsüllyesztettek két teherhajót, lelőttek számos ellenséges gépet és még fényképes felderítést is végeztek.

## A peleliu-i hadművelet támogatása
Szeptember 4-én a repülőgép-hordózó készleteit Saipanban feltöltötték, majd a hajó csatlakozott a 38.1-es hajócsoporthoz, mely éppen a Yap szigete elleni támadásra készült. Szeptember 15-én a Franklin repülőgépei is támogatták Peleliu elleni inváziót. A hajócsoport szeptember 21. és szeptember 25. közt a Manus-szigeten töltötte fel készleteit.
Ezt követően a Franklin a 38.4-es hajócsoport zászlóshajója lett, majd visszatért Palau közelébe, ahol napi rendszerességgel járőröztek repülőgépei. Október 9-én a hajó egy repülőgép-hordozó csoporthoz csatlakozott, majd segített a leendő leyte-i partraszállásnál. Október 13-ának estéjén a hajócsoportot négy ellenséges bombázó támadta meg. A támadás során két torpedó kis híján eltalálta a Franklint. Az egyik ellenséges repülőgép, mintegy a későbbi kamikaze hadjárat előhírnökeként, a Franklin fedélzetének végébe csapódott, végigcsúszott azon, majd a hajó jobb oldalán a vízbe zuhant.

## A leyte-i hadművelet támogatása
Október 14-ének reggelén, a Franklin vadászgépei megtámadták a Fülöp-szigeteki Apparit, miután a hajó a Luzon-sziget keleti partjához hajózott, hogy előkészítse a terepet a leyte-i partraszállásnak. Október 16-án a USS Franklint három ellenséges repülőgép megtámadta, közülük az egyik sikeresen eltalálta bombájával a hajó egyik repülőgépliftjét. A találat következtében hárman életüket vesztették és 22 fő megsebesült. A meglehetősen ellenálló Franklin ezt követően folytatta napi teendőjét, majd október 19-én repülőgépei csapást mértek a Manilai-öbölre. A támadásban az amerikai repülők számos hajót elsüllyesztettek vagy megrongáltak, egy úszó szárazdokkot megsemmisítettek, valamint 11 ellenséges repülőgépet lelőttek.

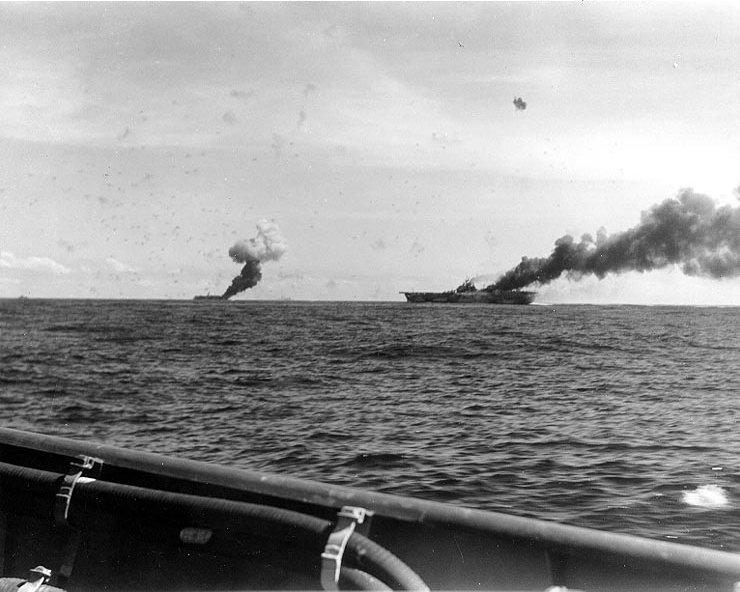
A Belleau Wood (baloldalt) és a Franklin az őket ért kamikaze támadás után, 1944. október 30-án

Az október 20-án kezdődő leyte-i partraszállás kezdetekor a Franklin repülőgépei a környező repülőtereket támadták, majd járőrözésbe kezdtek, hogy szükség esetén meg tudjanak akadályozni egy ellenséges támadást. Október 24-ének reggelén a Sibuyan-tengeri csatában a Franklin repülőgépei is részt vettek a Takeo Kurita altengernagy irányítása alatt lévő, japán portyázó flotta elleni támadásban. A repülőgépeknek sikerült elsüllyeszteni a japán Musashi csatahajót Luzon szigetétől délre, megrongálni a Fuso és a Yamashiro csatahajókat, valamint elsüllyeszteni a Wakaba nevű rombolót. Mivel a környéken nem maradt további ellenséges haderő, a Franklin, a 38.4-es, a 38.3-as és a 38.2-es hajócsoport a közeledő japán repülőgép-hordozó flotta elé sietett, majd hajnalban támadást indított ellene. A japán flotta valójában csak egy csel volt a japánok részéről, ugyanis a hajókon alig volt hadrafogható repülőgép és képzett pilóta. Ennek ellenére William Halsey tengernagy bevette a csalit és a japán hajók nyomába eredt, anélkül, hogy szándékait közölte volna bárkivel. Ez vezetett a hírhedt The world wonders kommunikációs zavarhoz. A Franklin és a többi repülőgép-hordozó gépei október 25-én az Engano-foki csatában megrongálták a Csijoda japán repülőgép-hordozót (melyet később egy amerikai cirkáló süllyesztett el), valamint elsüllyesztették a Zuihó repülőgép-hordozót.
Október 27-én a Franklin visszatért a Leyte-öbölbe, ahol készleteit feltöltötték, majd gépei támadást indítottak egy Mindoro szigetétől délre tartózkodó nehézcirkáló és két romboló ellen. Október 30-án Samar partjaitól 1600 km-re délre hajózott, mikor ellenséges bombázók támadtak rá. A három, öngyilkos támadást végrehajtani szándékozó gép kitartóan üldözte a repülőgép-hordozót. Az első gép a hajó jobb oldalának csapódott, a második pedig a repülőfedélzetbe. A gép roncsai végigrepültek a fedélzet alatti részen, 56 tengerészt megölve, 60-at megsebesítve. A harmadik gép is kis híján eltalálta a Franklint, de végül a Belleau Wood repülőfedélzetére zuhant.
Ezt követően mindkét repülőgép-hordozót kisebb javításoknak vetették alá Ulithi szigetén. A Franklin komoly sérülései miatt további javításokra szorult, ezért továbbhajózott a Puget Sound Navy Yard hajógyárba, ahová 1944. november 28-án érkezett meg. Közben, november 7-én Leslie H. Gehres kapitány leváltotta az addigi parancsnokot, James M. Shoemakert.
A hajó 1945. február 2-án hagyta el a bremertoni hajógyárat, majd a legénység és a pilóták újbóli kiképzése után csatlakozott az 58.2-es hajócsoporthoz, hogy támogassa az okinawai partraszállást. Március 15-én csatlakozott az 58-as hajócsoporthoz és három nappal később repülőik támadást indítottak a Kjúsú szigeten fekvő Izumu és Kagosima városa ellen.

## Az 1945. március 19-i támadás

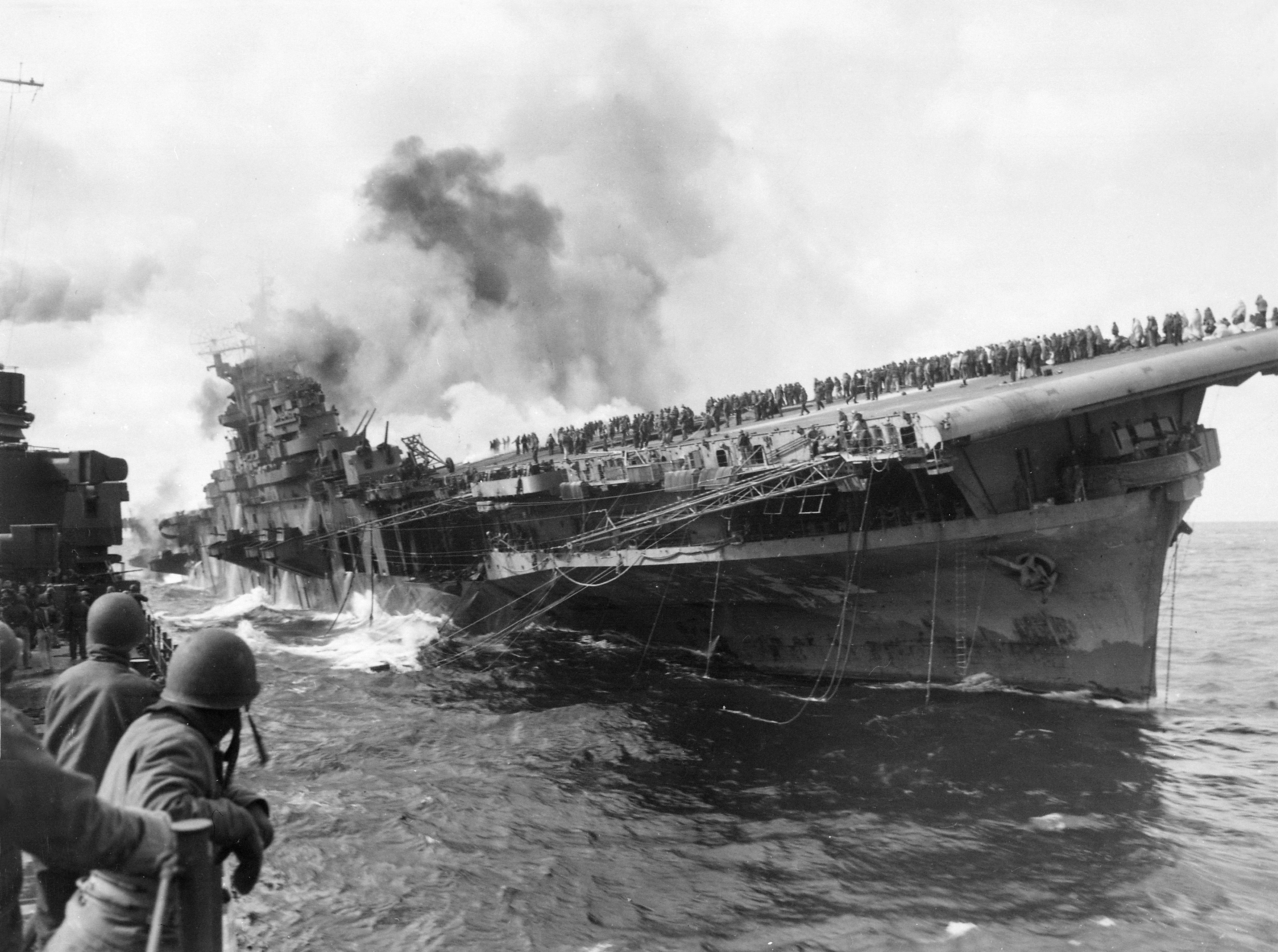
A USS Franklin 1945 márciusában az őt ért bombatalálatot követően

1945. március 19-ének hajnala előtt a Franklin, mely már kevesebb mint 80 km-re volt a japán szárazföldtől (közelebb, mint bármely másik amerikai hajó addig a háborúban), repülőgépeivel támadást indított a japán fősziget, Honsú ellen, majd nem sokkal később a gépek a kóbe-i kikötőben tartózkodó hajókra is csapást mértek. A támadás során egy japán repülőgép, mely valószínűleg egy Yokosuka D4Y vagy egy Aicsi D3A zuhanóbombázó volt, két bombát dobott a repülőgép-hordozóra. A sérülés későbbi elemzése során azt valószínűsítették, hogy a bombák 250 kg-osak voltak. A dolog különlegessége, hogy elméletileg egyik japán torpedóbombázó sem tudhatott két ekkora bombát hordozni. További viták folynak arról is, hogy a támadó repülőgépet lelőtték vagy sikerült elmenekülnie. A ledobott bombák egyike a hajó repülőfedélzetét találta el, és egészen a hangárfedélzetig hatolt. A találat következtében a hajó második és harmadik fedélzetén tüzek keletkeztek, valamint használhatatlanná vált a Harcászati Információs Központ (Combat Information Center) is. A második bomba a hajó farát találta el. A bomba két szintet is átszakított, a találat során keletkező tüzek pedig berobbantották a hajón található lőszerkészletek egy részét.

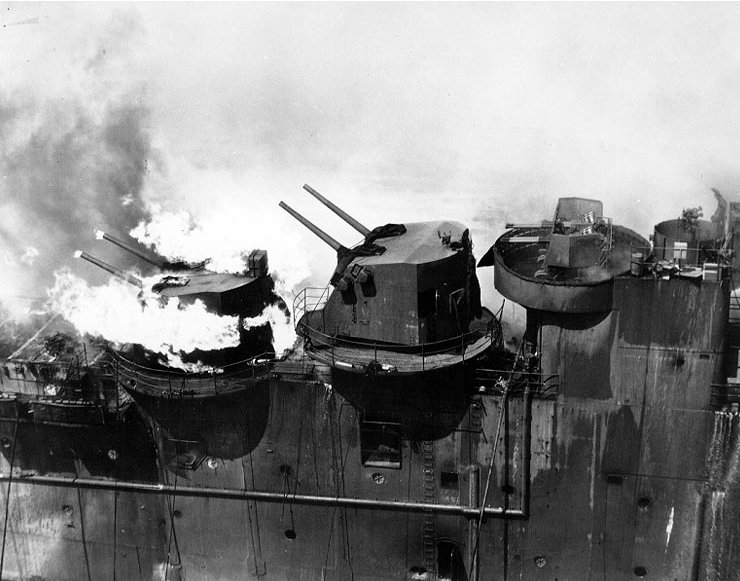
A Franklin 127 mm-es ágyúi lángokban

Mindezt követően a Franklin magatehetetlenül úszott a vízen, 13°-ot jobbra dőlve. A hajó rádiói nem működtek, a tűz pedig egyre tovább terjedt a fedélzeten. A hajó legénységének több tagja a vízbe zuhant, meghalt vagy megsebesült, de több száz tiszt és matróz maradt, akik hősiesen próbálták megmenteni a hajót a pusztulástól. A hajó legénységének 724 tagja vesztette életét, 265 sebesült meg. Ez a szám lényegesen nagyobb lett volna, ha a hajón maradt tengerészek nem tesznek meg mindent a hajó megmentése érdekében. Ezen tengerészek közt több is akad, akik később megkapták a Becsület Érdemrendet. Ilyen például Joseph T. O'Callahan alparancsnok, a hajó jezsuita lelkésze, aki többek közt szervezte és irányította a tűzoltó- és mentőalakulatokat, valamint segített a lőszerkészletek lehűtésében, hogy megakadályozzák azok felrobbanását. Szintén megkapta a Becsület Érdemrendet Donald A. Gary alhadnagy, aki az étkezőben 300, csapdába esett matrózt talált, majd segített a kimenekítésükben. Gary ezután tűzoltóalakulatokat szervezett és vezetett, hogy leküzdjék a hangárban keletkező tüzet. A USS Santa Fe könnyűcirkáló szintén részt vett a mentésben, a vízbeesett tengerészek kiemelésével és a sebesültek ellátásával.

## Visszatérés az Egyesült Államokba

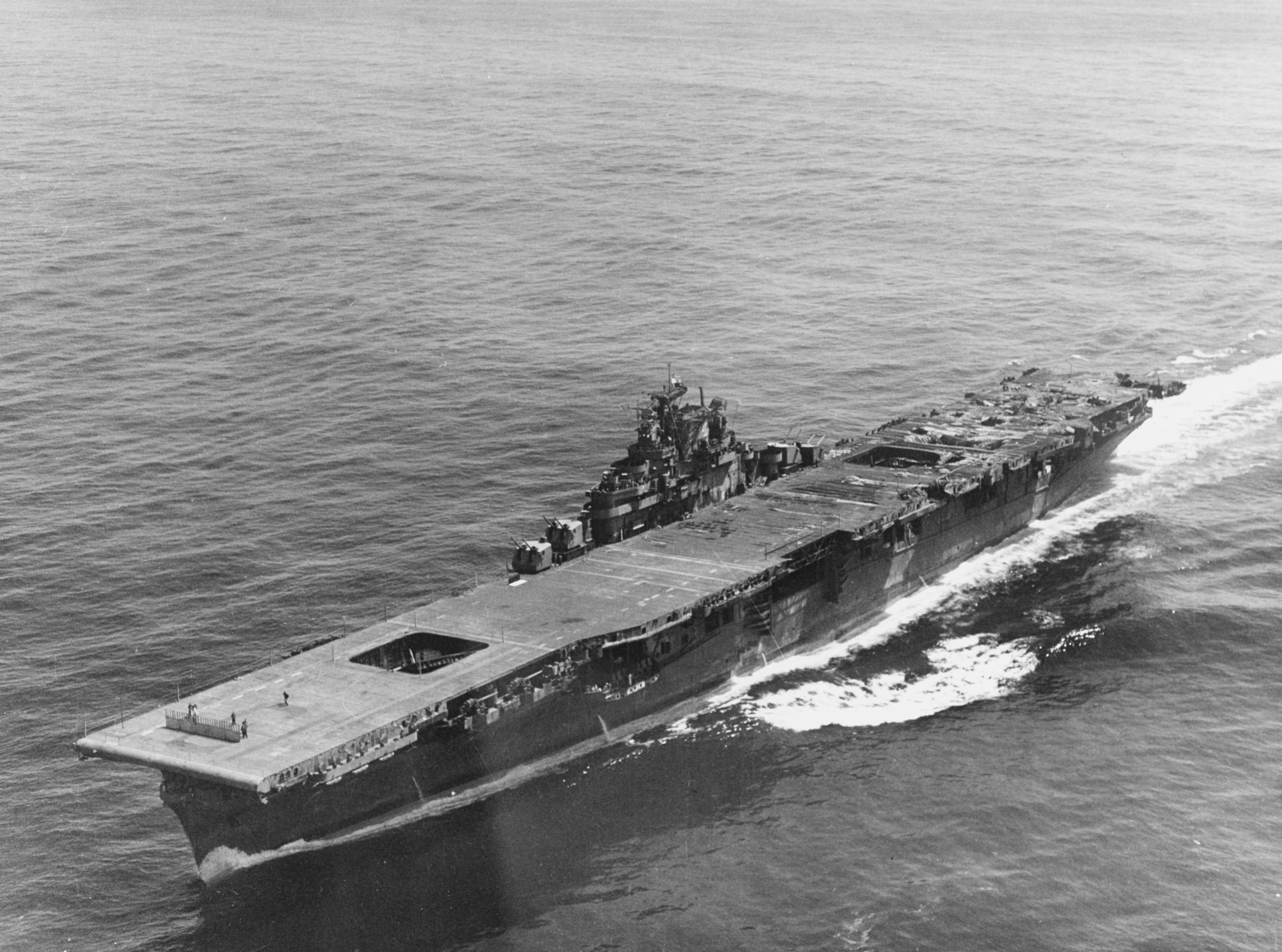
A USS Franklin (CV-13) útban a New York-i kikötő felé, 1945 áprilisában

A sérült Franklint a USS Pittsburgh nehézcirkáló vontatta Ulithiba, majd Pearl Harborba, ahol sérüléseit legalább annyira kijavították, hogy önerőből eljusson a brooklyni Brooklyn Navy Yard hajógyárba. A Franklin 1945. április 28-án ért Brooklynba.
A hajó megérkezésekor kisebb botrány tört ki, mikor Gehres kapitány dezertálással vádolta meg azokat, akik a március 19-i támadáskor elhagyták a hajót, mert vízbe ugrottak a biztos halál elől, vagy azt terjesztették, hogy parancsot adtak ki a hajó elhagyására. A Brooklyn felé tartó úton Gehres a legénység 704 tagjáról állította, hogy beletartoznak a Big Ben 704 Clubba, azaz ott voltak a sérült hajón. Ellenben a New York-i vizsgálódók szerint körülbelül 400 fő volt, akik mindvégig a Franklinen maradtak, a többiek a ulithi-i kikötésnél szálltak vissza a hajóra. Később az összes vádat ejtették.
A komoly sérülések ellenére a hajót sikerült rendbehozni.
A Franklint ért támadást és a megmentéséért folytatott küzdelmet a Saga of the Franklin (A Franklin története) című, 1945-ben készült dokumentumfilm is felidézi.

## A háború után
A háború befejezése után a Franklint a nagyközönség megtekinthette a Navy Day (Tengerészet Napja) alkalmából. 1947. február 17-én a New Jersey-i Bayonne-ban a hajót kivonták a hadrendből.
Mialatt a Franklin a bayonne-i kikötőben állt, többször is átkategorizálták. 1952. október 1-jén támadórepülőgép-hordozóvá, 1953. augusztus 8-án tengeralattjáró elleni hadviselést támogató repülőgép-hordozóvá, 1959. május 15-én pedig repülőgép-szállítóvá. Végül a hajó soha többé nem hagyta el a kikötőt, és 1964. október 1-jén ki is törölték a Tengerészeti Hajónyilvántartásból (Naval Vessel Register). A Franklin és testvérhajója a USS Bunker Hill - mely szintén súlyosan megrongálódott egy légicsapás következtében - voltak az egyedüli repülőgép-hordozók, melyeket sikerült felújítani, de mégsem teljesítettek már szolgálatot a háború után.
Bár a haditengerészet eladta a hajót a portsmouthi Peck Iron and Metal Company acélgyártó cégnek, később visszavásárolta azt, ugyanis a Hajózási Iroda (Bureau of Ships) igényt tartott a hajó gázturbináira. Ezek után 1966. július 27-én a hajót végleg eladták a chesapeake-i Portsmouth Salvage Company nevű cégnek, szétbontás céljából. 1966. augusztus 1-jén a hajót átvontatták a szétbontás helyszínére.
Második világháborús szolgálatáért a USS Franklin négy szolgálati csillagot kapott.

## Kapcsolódó szócikk
- USS Franklin nevet viselő hajók listája.